# Impleta polypori
Impleta polypori är en tvåvingeart som först beskrevs av John Richard Vockeroth 1980.  Impleta polypori ingår i släktet Impleta och familjen svampmyggor.
Artens utbredningsområde är New Brunswick. Inga underarter finns listade i Catalogue of Life.